# Ратуша в Хойні

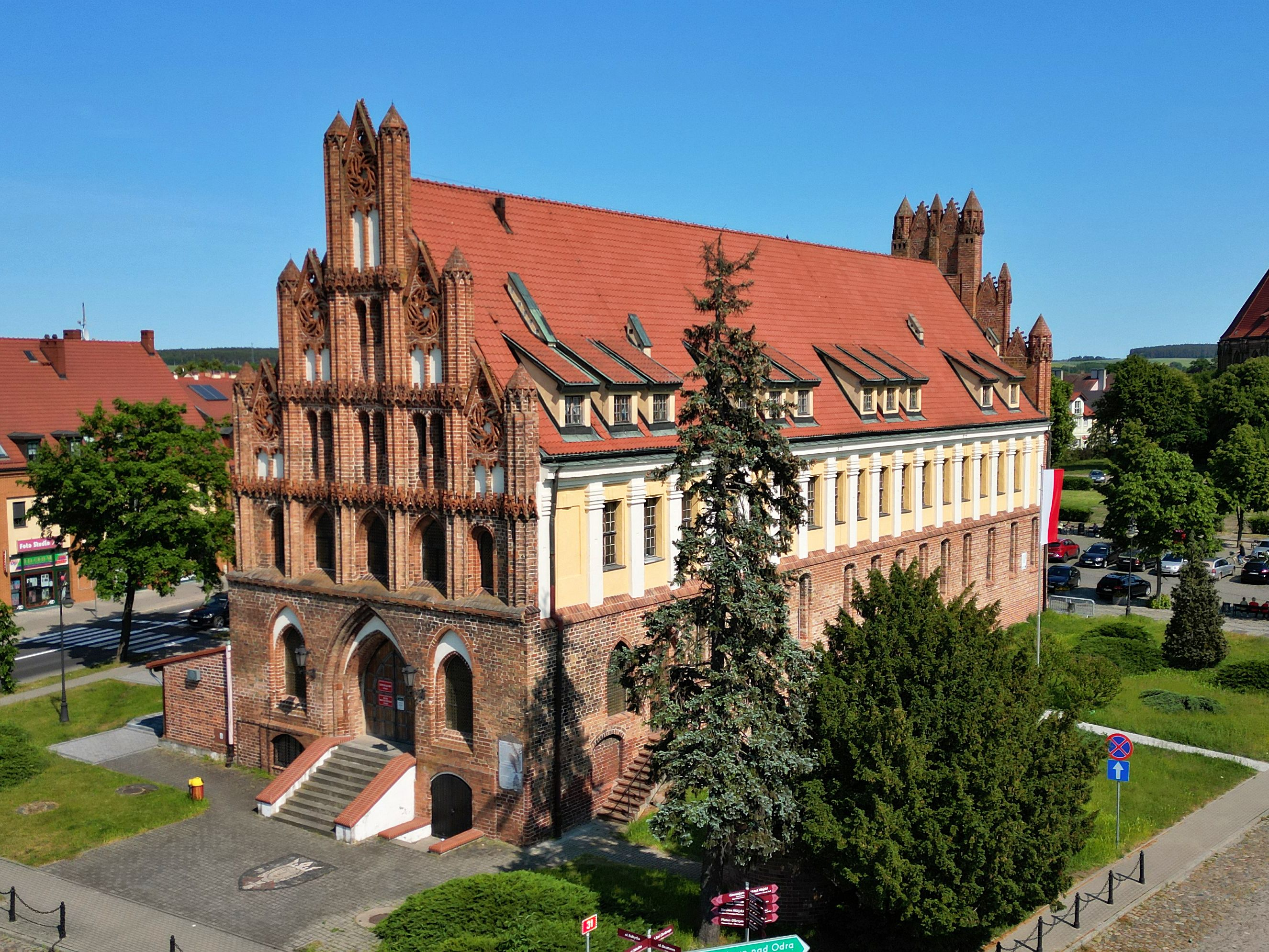
Ратуша в Хойні (вид з південного заходу)

Ратуша в Хойні — готико-барокова будівля, розташована в Хойні, побудована в другій чверті 14 століття, а потім перебудована у 1433—1461 рр. і на початку 18 ст. , відбудований після руйнування наприкінці Другої світової війни та введена у експлуатацію у 1986 році. Реконструйований фасад є одними з найбагатших готичних рішень у Польщі. Ратуша розташована в північно-західній частині колишньої ринкової площі. Тут знаходиться будинок культури та міська бібліотека.

## Історія
Будівництво почалося в третій чверті XIII ст. , але будівля згоріла в 1316 році. Спочатку це був, ймовірно, одноповерховий купецький будинок (кофус, документ 1409 р.) прямокутного плану розмірами 13,7 × 21 м з підвалом, побудований на фундаменті з ретельно підготовлених гранітних кубів, з'єднаних вапняним розчином, який припускає участь тамплієрів та їх будівельників під час будівництва.
У 1316 — перед 1366 роками відбувся другий етап будівництва, коли його розширили (приблизно на 17 м на південь) і підняли. У 1366 році Хойна стала резиденцією Верховного та Податкового Суду для Нової Мархії, тому на той рік будівля вже повинна була існувати. Згадкою за 1433 рік тут згадується зал судових засідань (stubam consulatum), а вперше ратуша як єдина резиденція влади згадується в документі від 13 березня 1461 року. На площі перед ратушею приблизно до 1695 року стояла дерев'яна статуя Роланда.
Повторне розширення на одну травею (9,3 м завдовжки) і закриття новим фасадом, ймовірно, відбулося за участю майстерні Хінріха Брунсберга між 1433 і 1461 роками. Після 1702 року, ймовірно, внаслідок пошкоджень, спричинених пожежею, проведено загальний ремонт і реконструкцію в барокових формах, включаючи трансформацію фасаду та інтер'єру (роботи завершено до 1710 р.). У 1883 році фасад був оновлений, замінивши великий відсоток лицьової частини обох фасадів, відтворивши середньовічний ритм і форму вікон, фризів і порталів. Серйозно пошкоджений у 1945 році відступаючими військами СС, у 1969 році ратушу розчистили від завалів, а потім реконструювали в 1977—1985 рр. фірмою ПП Пам'яткоохорона майстерня (PP Pracownie Konserwacji Zabytków) зі Щецина за проєктом Аліції Тимчишин і ввели в експлуатацію в 1986 році. Зовнішня архітектура ратуші була відбудована в тому вигляді, який вона мала до руйнування в 1945 роціі, а внутрішнє планування виконано відповідно до вимог нового призначення — тут розміщуються міська бібліотека та будинок культури.

## Опис
Ратуша — двоповерхова прямокутна будівля (13,7 × 38,3 м), з підвалом, побудована на фундаменті з кам'яних квадратів під західною частиною фасаду та грубо обробленого граніту під рештою. Накрита двосхилим дахом з новими мансардними вікнами. Фасад і поздовжні стіни були складені в основному з сучасної готичної розмірної цегли, а також з оригінальної готичної цегли, в готичній і вендській зв'язці. Фасад спроектований дуже простими членуваннями та невеликими віконними прорізами з огівальними та напівкруглими завершеннями. Кожен фасад має інший поділ. Найбільш вражаючим є двосхилий фасад, розділений по вертикалі багатокутними контрфорсами, по горизонталі двома міжярусними карнизами та смугами фризів у фронтонній частині. Крім того, контрфорси оточені смугами фризів, прикрашених обшивками та вімпергами. Головний вхід і вхід у підвал, а також три вікна завершуються стрілчастими арками та фронтонами. На першому поверсі три вікна біфорії з розетками, а в середній частині фронтону — огівальні вікна та глухі вікна з боків, увінчані вімпергами, з розетками, що містяться в арках. З північної сторони вхід у будівлю прикрашає стрілчастий арковий портал, уздовж архівольта, який має зигзагоподібний мотив, що проходить через нього. З боків від входу два стрілчастих вікна. Фронтон по вертикалі розділений шістьма багатокутними пілястровими смугами, прикрашеними вімпергами.